# Estação Bogatell

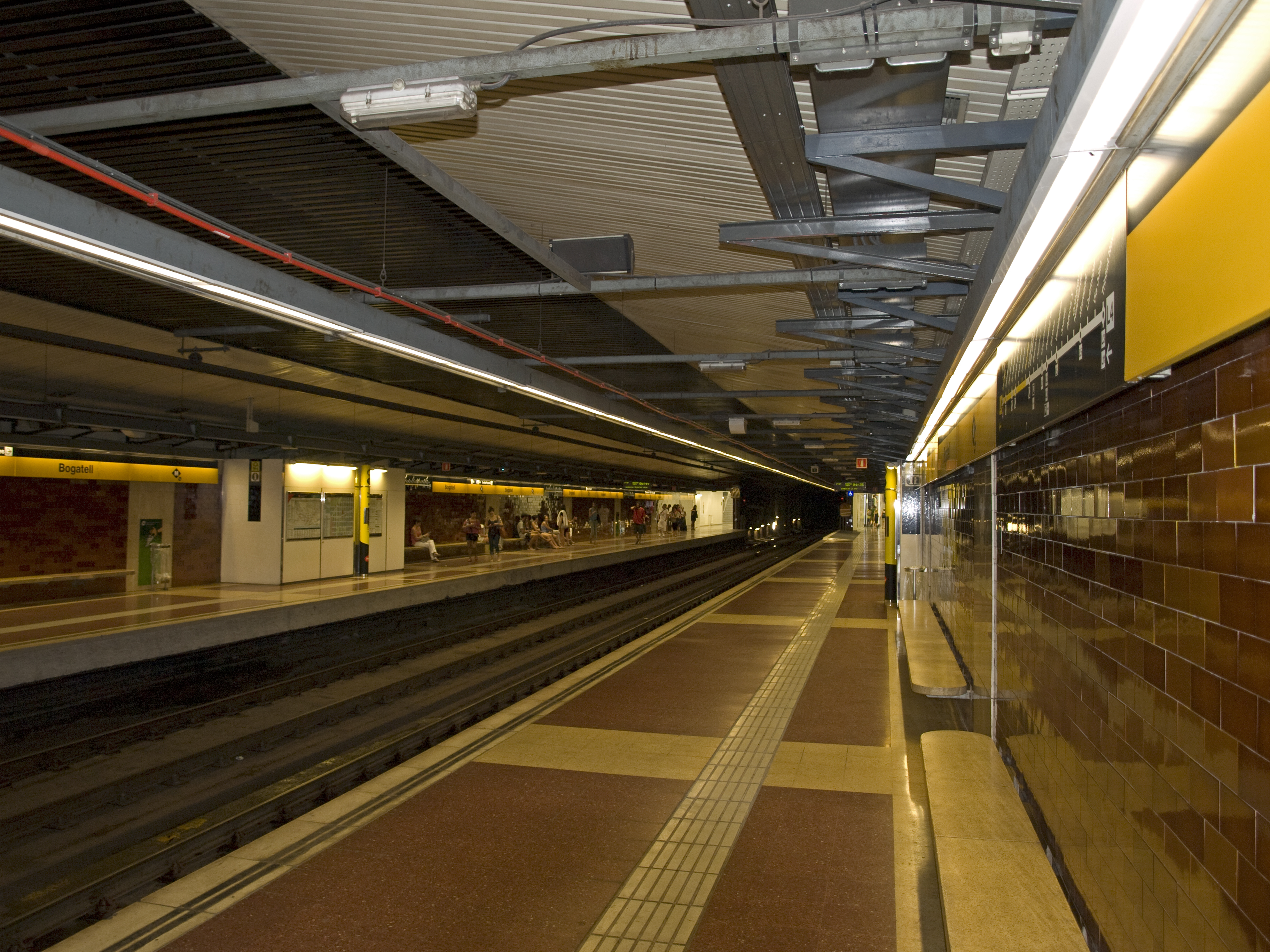
Estação Bogatell

Bogatell é uma estação da linha Linha 4 do Metro de Barcelona. Entrou em funcionamento em 1977.

## Facilidades
- escada rolante.

## Localização
- Barcelona;  Espanha,  Catalunha.